# Roger Somville
Roger Somville (Schaerbeek, 13 de noviembre de 1923−Tervuren, 31 de marzo de 2014) fue un pintor belga, que se caracterizó por su defensa del realismo frente al arte abstracto.

## Biografía
Recibió clases de dibujo en la Académie Royale des Beaux-Arts de Bruselas (1940-1942) y en la École Nationale supérieure d’Architecture et des Arts décoratifs, en el taller del arquitecto Lucien François, donde conoció al pintor Charles Counhaye. Se comprometió en diversas causas sociales de su época y fue militante comunista.
En 1946, creó con sus amigos Edmond Dubrunfaut y Louis Deltour el Centre de Rénovation de la Tapisserie de Tournai, así como el grupo «Forces murales». En 1951 fundó, con su mujer,
Simone Tits, el «atelier de la céramique de Dour».
Redactó los manifestos del «Movimiento realista» en 1958 y 1966 y plasmó su pensamiento en dos libros, Pour le réalisme, un peintre s’interroge (1970) y Hop-là les pompiers, les revoilà! (1975), y otros dos no publicados: Notre temps («mural à la Station de métro Hankar») y Peinture, novation, idéologie.
Realizó varias pinturas murales y también se dedicó a la docencia; dirigió la Academia de Watermael-Boitsfort de 1947 a 1986.
Su obra se encuentra representada en museos de Bélgica (Museo de Arte Moderno de Bruselas) y otros países (México, Dresde, Faenza, L'Hermitage de San Petersburgo, Sofía, París, Lund). Ha recibido el «Prix de la Critique», junto con Hans Bellmer (1968-69).

## Exposiciones
- Mostra Internacionale di Bianco e Nero, Lugano (1960)
- Biennale Internationale d’art, Venecia (1962)
- Biennale Internationale de la tapisserie, Lausana (1962 y 1965)
- Figuration et défiguration, Museum voor Hedendaagse Kunst, Gante (1964)
- Salon de mai, París (1977)
- L’art belge depuis 1945, Musée des Beaux-Arts André Malraux, El Havre (1982)
- Salon International d’art, Basilea (1985)